# Anchoita
Anchoita (Engraulis anchoita) är en fiskart som beskrevs av Hubbs och Marini, 1935. Anchoita ingår i släktet Engraulis och familjen Engraulidae. Inga underarter finns listade i Catalogue of Life.